# 29477 Здіксіма
29477 Здіксіма (29477 Zdíkšíma) — астероїд головного поясу, відкритий 31 жовтня 1997 року.
Тіссеранів параметр щодо Юпітера — 3,427.